# 30. september
30. september er dag 273 i året i den gregorianske kalender (dag 274 i skudår). Der er 92 dage tilbage af året.
Hieronymus' dag, efter en af de fire store kirkefædre, der levede 340-420. Hieronymus oversatte sammen med en række hjælpere bibelen til latin, og oversættelsen er fortsat den katolske kirkes autoriserede bibeloversættelse under navnet "Vulgata".

### Begivenheder
Født - Dødsfald
- 1568 - Den sindssyge svenske konge Erik 14. afsættes, og i stedet indsættes hans broder Johan 3., som har siddet i fængsel i fire år.
- 1733 - Berlingske Tidendes Bogtrykkeri grundlægges.
- 1748 - Københavns magistrat inddeler hovedstaden i skorstensfejerdistrikter.
- 1791 - Mozarts oepra Tryllefløjten uropføres i Wien, to måender før Mozarts død.
- 1787 - Sejlskibet Columbia Rediviva forlader Boston på sin succesfulde rejse, som værende det første amerikanske skib der sejler verden rundt.
- 1791 - I Wien uropføres Mozarts Tryllefløjten.
- 1846 - En amerikansk tandlæge, William Norton i Boston bruger som den første æter som bedøvelsesmiddel.
- 1871 - Tyske tropper rykker ind i Strasbourg som følge af fredsslutningen mellem Frankrig og Tyskland.
- 1888 - Jack the Ripper myrder Liz Stride og Kate Eddowes (ofre nr. 3 og 4).
- 1928 - Opdagelsen af penicillin bekendtgøres af Alexander Fleming.
- 1953 - Regeringen Hans Hedtoft II (S) tiltræder og afløser Regeringen Erik Eriksen (Venstre/Konservative)
- 1954 - Verdens første atomdrevne fartøj, den amerikanske ubåd USS Nautilus tages i brug.
- 1966 - Botswana bliver selvstændigt fra Storbritannien og fejrer nationaldag denne dag.
- 1991 - Militærkup i Haiti afsætter landets populære og første demokratisk valgte præsident Jean-Bertrand Aristide.
- 1997 - Oversvømmelse i Alicante, Spanien.
- 2005 - Jyllands-Posten bringer 12 satiriske tegninger af islams profet Muhammed.

### Født
- 1207 - Jalal-od-din Rumi, iransk digter og sufi-mystiker (død 1273).
- 1732 - Jacques Necker, fransk politiker (død 1804).
- 1840 - Johan Severin Svendsen, norsk komponist (død 1911).
- 1859 - Alfred Jensen, svensk forfatter og slavist (død 1921).
- 1871 - Paul Valéry, fransk forfatter (død 1945).
- 1882 - Hans Geiger, tysk fysiker (død 1945).
- 1905 - Nevill Francis Mott, engelsk fysiker (død 1996).
- 1907 - F.J. Billeskov Jansen, dansk litteraturhistoriker og forfatter (død 2002).
- 1908 - David Oistrakh, ukrainsk violinist (død 1974).
- 1916 - Richard K. Guy, britisk matematiker (død 2020).
- 1921 - Deborah Kerr, britisk skuespillerinde (død 2007).
- 1922 - Oscar Pettiford, amerikansk kontrabassist og cellist (død 1960).
- 1924 - Truman Capote, amerikansk forfatter (død 1984).
- 1928 - Elie Wiesel, amerikansk forfatter, holocaustvidne og nobelprismodtager (død 2016).
- 1931 - Angie Dickinson, amerikansk skuespillerinde.
- 1934 - Udo Jürgens, østrigsk popsanger (død 2014).
- 1937 - Valentyn Sylvestrov, ukrainsk pianist og komponist.
- 1947 - Marc Bolan, engelsk rockmusiker fra gruppen T. Rex (død 1977).
- 1950 - Victoria Tennant, engelsk skuespillerinde.
- 1952 - John Finn, amerikansk skuespiller.
- 1956 - Frank Arnesen, tidl. fodboldspiller.
- 1956 - Donald Andersen, dansk skuespiller.
- 1961 - Eric Stoltz, amerikansk skuespiller.
- 1964 - Henrik Sartou, dansk teaterinstruktør (død 2005).
- 1964 - Monica Bellucci, italiensk skuespillerinde.
- 1969 - Peter Lauritsen, dansk professor i overvågning.
- 1971 - Marie Carmen Koppel, dansk soul- og gospel sangerinde.
- 1971 - Martin Hestbæk, dansk skuespiller.
- 1975 - Marion Cotillard, fransk skuespillerinde.
- 1980 - Martina Hingis, slovakisk-schweizisk tennisspiller.
- 1981 - Cecelia Ahern, irsk forfatter.
- 1982 - Lacey Chabert, amerikansk skuespillerinde.
- 1984 - T-Pain, amerikansk rapper.
- 1986 - Olivier Giroud, fransk fodboldspiller.
- 1994 - Aliya Mustafina, russisk gymnast.
- 1997 - Max Verstappen, hollandsk racerkører.

### Dødsfald
- 1897 - Thérèse af Lisieux, fransk nonne, forfatter og helgen (født 1873).
- 1947 - Eduard Schnedler-Sørensen, dansk filminstruktør (født 1886).
- 1955 - James Dean, amerikansk filmskuespiller (født 1931).
- 1958 – Niels Bjerrum, dansk kemiker (født 1879)
- 1976 - Aage Fønss, dansk skuespiller (født 1887).
- 1985 - Simone Signoret, fransk filmskuespiller (født 1921).
- 1988 - P.G. Lindhardt, dansk teolog, historiker og forfatter (født 1910).
- 1988 - Christian Christensen, dansk politiker og minister (født 1925).
- 1995 - Ingolf L. Nielsen, dansk direktør, luftkaptajn og grundlægger (født 1925).
- 1997 - Erik Aalbæk Jensen, dansk forfatter (født 1923).
- 2003 - Robert Kardashian, amerikansk advokat og forretningsmand (født 1944).
- 2009 - Pavel Popovitj, russisk kosmonaut (født 1930).
- 2011 - Anwar al-Awlaki, amerikansk imam (født 1971).
- 2012 - Barbara Ann Scott, canadisk kunstskøjteløber (født 1928).
- 2018 - Kim Larsen, dansk sanger, sangskriver, forfatter og guitarist (født 1945).
- 2020 - Pia Juul, dansk forfatter (født 1962).

|  | Denne datoartikel kan blive bedre, hvis der indsættes et (bedre) billede Du kan hjælpe ved at afsøge Wikimedia Commons for et passende billede eller uploade et godt billede til Wikimedia Commons iht. de tilladte licenser og indsætte det i artiklen. |